# 李兰妮
李兰妮（1956年12月25日—），黑龙江宾县人，中国当代作家。

## 生平
1981年开始文学创作。1989年毕业于南京大学中文系作家班。1989年6月曾获得第二届庄重文文学奖。1990年成为中国作家协会会员，2011年起担任深圳市作家协会主席。

## 主要作品

### 长篇小说
- 《傍海人家》

### 中短篇小说集
- 《池塘边的绿房子》

### 散文
- 《一份缘》
- 《人在深圳》
- 《澳门岁月》
- 《雨中凤凰》
- 《旷野无人》

### 电视剧剧本
- 《傍海人家》
- 《澳门的故事》

### 电影剧本
- 《澳门儿女》